# Antoni Szymański (polityk)
Antoni Szymański (ur. 13 czerwca 1952 w Zielonej Górze) – polski polityk, pedagog, działacz katolicki i samorządowiec, poseł na Sejm III kadencji, senator VI i IX kadencji.

## Życiorys
Ukończył studia na Wydziale Socjologii Uniwersytetu im. Adama Mickiewicza w Poznaniu. Po studiach pracował jako pedagog w gdańskich szkołach, działał jako rodzinny kurator sądowy, kierownik zespołu kuratorów i zastępca przewodniczącego Krajowej Rady Kuratorów.
Działa w katolickich organizacjach społecznych m.in. Towarzystwie Odpowiedzialnego Rodzicielstwa, Stowarzyszeniu Ochrony Radiosłuchacza i Telewidza, Stowarzyszeniu Dziennikarzy Katolickich, Klubie Inteligencji Katolickiej w Gdańsku, pełni funkcje wiceprezesa Polskiej Federacji Ruchów Obrony Życia. Od 1980 działa w NSZZ „Solidarność”, do 1981 wchodził w skład prezydium Krajowej Komisji Koordynacyjnej Resortu Wymiaru Sprawiedliwości związku.
W 1994 został powołany na członka Komisji do Spraw Rodzin przy Episkopacie Polskim. Przez pięć lat przewodniczył Radzie do Spraw Rodziny przy wojewodzie gdańskim i marszałku województwa. Publikował artykuły dotyczące polityki społecznej, w latach 1998–2001 był jednym z organizatorów kongresów „O godność macierzyństwa”, „O godność ojcostwa”, „O godność dziecka”. W 2001 został laureatem Nagrody im. Sługi Bożego Jerzego Ciesielskiego – Ojca Rodziny.
W latach 1997–2001 sprawował mandat posła III kadencji z okręgu gdańskiego, wybranego z ramienia Akcji Wyborczej Solidarność jako członek Zjednoczenia Chrześcijańsko-Narodowego. W Sejmie był przewodniczącym Komisji Rodziny, członkiem Komisji Polityki Społecznej oraz Komisji Nadzwyczajnej do spraw zmian w kodyfikacjach. W 2001 z ramienia Bloku Senat 2001 bezskutecznie kandydował do Senatu. Później należał do Prawa i Sprawiedliwości. Od 2002 do 2005 zasiadał w sejmiku pomorskim, w którym przewodniczył Komisji Zdrowia, Polityki Społecznej i Rodziny. W 2005 z ramienia Prawa i Sprawiedliwości uzyskał mandat senatora VI kadencji w okręgu gdyńsko-słupskim. W wyborach parlamentarnych w 2007 bez powodzenia ubiegał się o reelekcję. W 2008 związał się z lokalnym odłamem Ruchu Obywatelskiego Polska XXI.
W 2015 wystartował ponownie do Senatu z ramienia PiS w okręgu nr 66. Uzyskał mandat senatora IX kadencji, otrzymując 43 842 głosy. W wyborach do Parlamentu Europejskiego w 2019 bezskutecznie ubiegał się o mandat posła do PE w okręgu obejmującym województwo pomorskie, zdobywając 7819 głosów. W wyborach krajowych w tym samym roku nie uzyskał senackiej reelekcji.

## Życie prywatne
Żonaty, ma trzy córki (Cecylię, Różę i Lillę).